# Conca de Mèxic

La zona lacustre de la vall de Mèxic (cuanca o cuenca de México en castellà), tal com era el 1519. Al mapa s'hi mostren la distribució d'aigües i zones de xinampes.

La conca de Mèxic és el nom donat a l'àrea on fins fa aproximadament 700 anys s'ubicaven els grans llacs de Texcoco, Xochimilco, Chalco, entre d'altres en l'actual Districte Federal de Mèxic.

## Característiques geològiques
La complexa geologia de l'antiga Conca de Mèxic ha proporcionat al llarg de la història abundants recursos d'aigua als seus habitants des de l'última Edat de Gel, malgrat l'escassetat d'aigua superficial, ja que si bé l'àrea es trobava coberta de llacs, la seva profunditat era increïblement baixa, tant, que per construir sobre ells només eren necessaris puntals o basaments de menys de 2 metres d'alçària en algunes regions del sistema, fet que es reflecteix en el procés de construcció i fonamentació de les xinampes de Xochimilco. Les característiques físiques i la hidrogeologia de la conca han canviat dràsticament, especialment a la porció sud, on la presència humana ha estat un factor important des dels temps de la capital asteca de Tenochtitlán. La història de l'explotació de l'aqüífer de la Ciutat de Mèxic i els problemes d'enfonsament associats a ell s'examinen breument, així com la disponibilitat d'aigua a l'aqüífer.

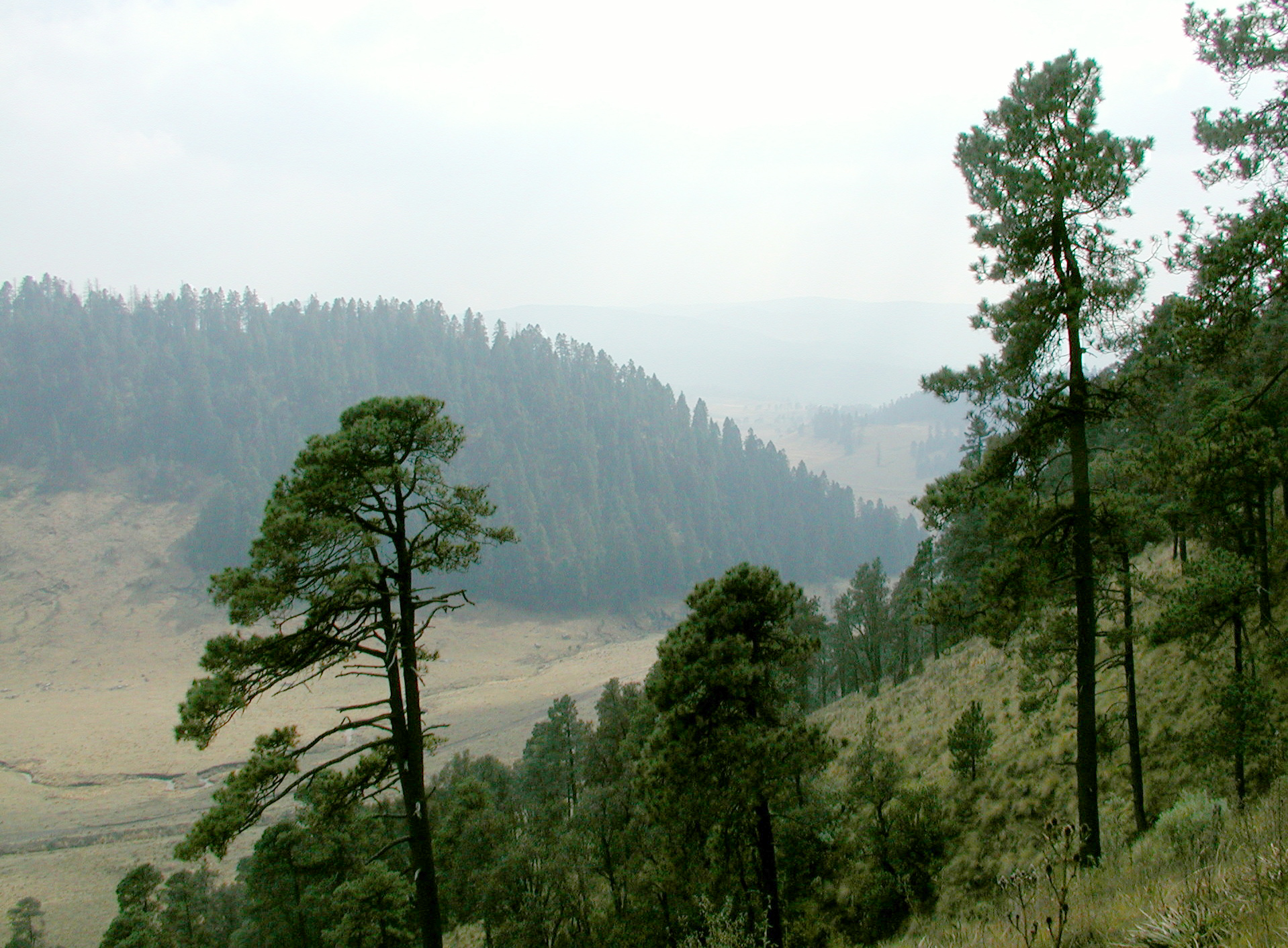
El bosc típic de la conca de Mèxic és el bosc de coníferes, el qual en aquesta regió presenta una gruixuda coberta de zacate, una varietat de dall local.

## Ubicació
La Conca de la Vall de Mèxic es localitza a la part central del Cinturó Volcànic Transmexicà i té una àrea aproximada de 9000 quilòmetres quadrats. La vall, situada a una altitud propera als 2,400 metres sobre el nivell del mar, és la més alta de la regió i es troba envoltada per muntanyes que assoleixen elevacions superiors als 5000 metres. La temperatura mitjana anual és de 15 °C. La major part dels 700 mil·límetres d'aigua de pluja que cauen anualment a la regió es concentra en unes quantes tempestes intenses, les quals es presenten normalment de juny a setembre; durant la resta de l'any les precipitacions pluvials solen ser escasses o nul·les.
Aquesta conca és una depressió tancada de manera natural, que a finals del segle xviii va ser modificada artificialment per controlar les inundacions a la ciutat. Les fonts de recàrrega de l'aigua subterrània a la conca es deriven majoritàriament de les precipitacions infiltrades i de la neu fosa a les muntanyes i turons que l'envolten; aquest flux es desplaça en forma d'un corrent subterrani cap a les zones menys elevades. En el seu estat natural, la conca tenia una sèrie de llacs, des dels d'aigua dolça a l'extrem superior, fins als salats de l'extrem més baix, en els quals es concentrava la sal a causa de l'evaporació. El corrent d'aigua subterrània originava nombrosos deus d'aigua al peu de les muntanyes, així com pous a la vall.